# Regió Amhara
Amhara és una de les nou kililoch (regions ètniques) d'Etiòpia, situada al centre del país i formada per les antigues províncies de Begemder, Gojjam, i Wollo.

## Població
Les llengües més parlades al territori són l'amhàric (91,2%), oromo (3%), agaw/awi (2,7%), qemant (1,2%), i agaw/amyr (1%). Per religions, el 81,5% són cristians ortodoxos, el 18,1% musulmans i el 0,1% protestants.

## Zones
- Zona Semien Gondar
- Zona Debub Gondar
- Zona Semien Wollo
- Zona Debub Wollo
- Zona Semien Shewa
- Zona Misrak Gojjam
- Zona Mirab Gojjam
- Zona Wag Hemra
- Zona Agew Awi
- Zona Oromia

## Presidents del Comité Executiu
- Adisu Legese (ANDM/EPRDF) 1992 - Oct 2000
- Yoseph Reta (1956) (ANDM/EPRDF) Oct 2000 - 5 Oct 2005
- Ayalew Gobeze (ANDM/EPRDF) 5 Oct 2005 - present